# Félix Teynard
Félix Teynard (14. ledna 1817, Saint-Flour, Cantal – 28. srpna 1892 v Saint-Martin-le-Vinoux, Isère) byl francouzský fotograf.

## Životopis
Félix Teynard produkoval řadu kalotypií svých archeologických prací v Núbii a v Egyptě. Od roku 1853 vydával Adolphe Goupil jeho umělecké a originální tisky a alba s fotografiemi.

## Publikace
- Egypt a Núbie : nejzajímavější místa a památky pro studium umění a historie, fotografovaný atlas doplněný mapami a vysvětlující tabulkou sloužící jako doplněk velkého popisu Egypta, Paříže, Goupil et Cie, Londýna, E. Gambart a spol., 1858[4]

## Veřejné sbírky
- Grenoble, městská knihovna.
- Paříž, Francouzská národní knihovna, oddělení fotografie
- Paříž, Muzeum Orsay[5]
- New York, Metropolitní muzeum umění[6]
- Montréal, Kanadské centrum architektury[7]
- San Francisco, SFMOMA, San Francisco Museum of Modern Art[8]

## Galerie

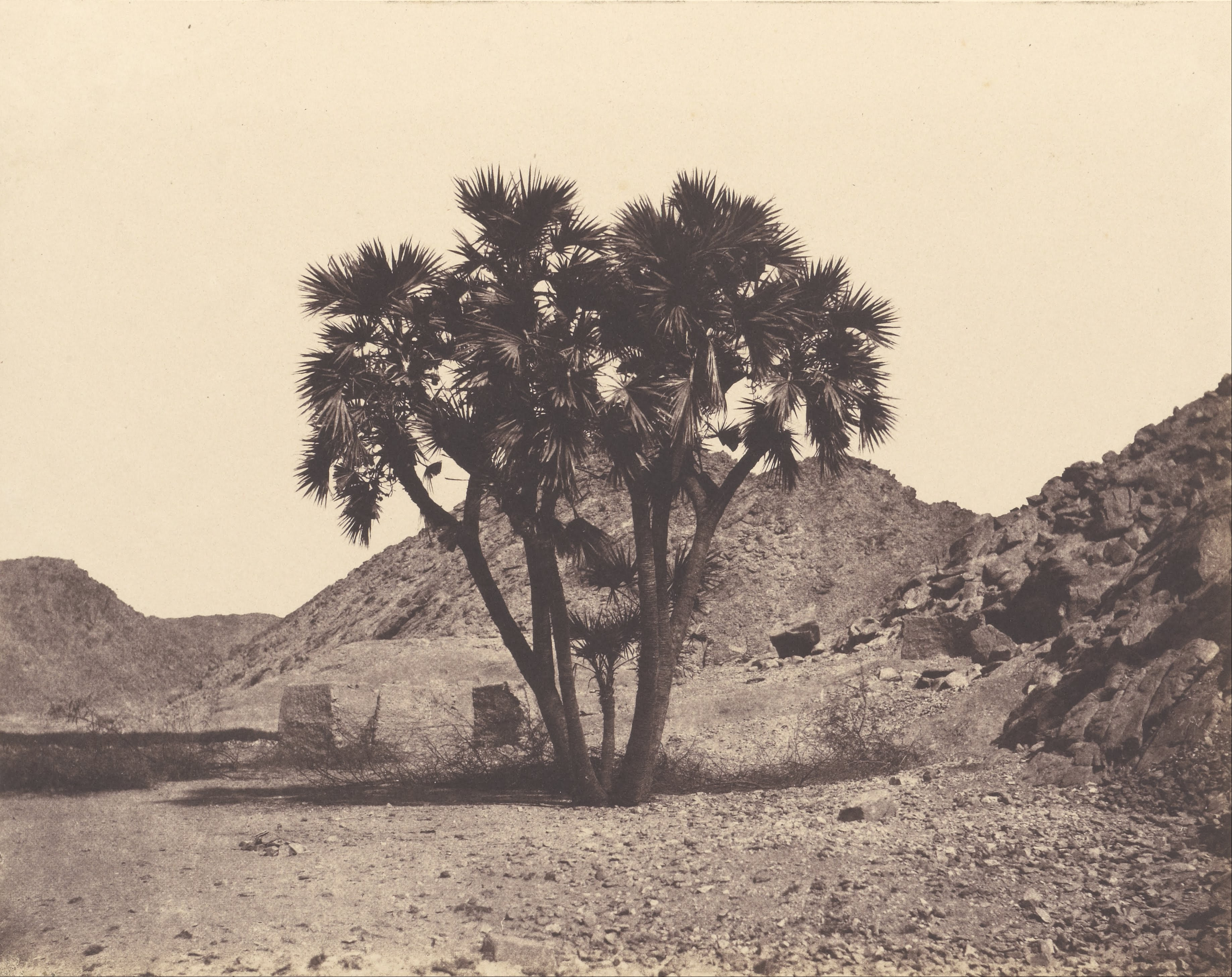
Egypte et Nubie. Sites et Monuments...Atlas Photographe...Deuxieme Partie, Nubie
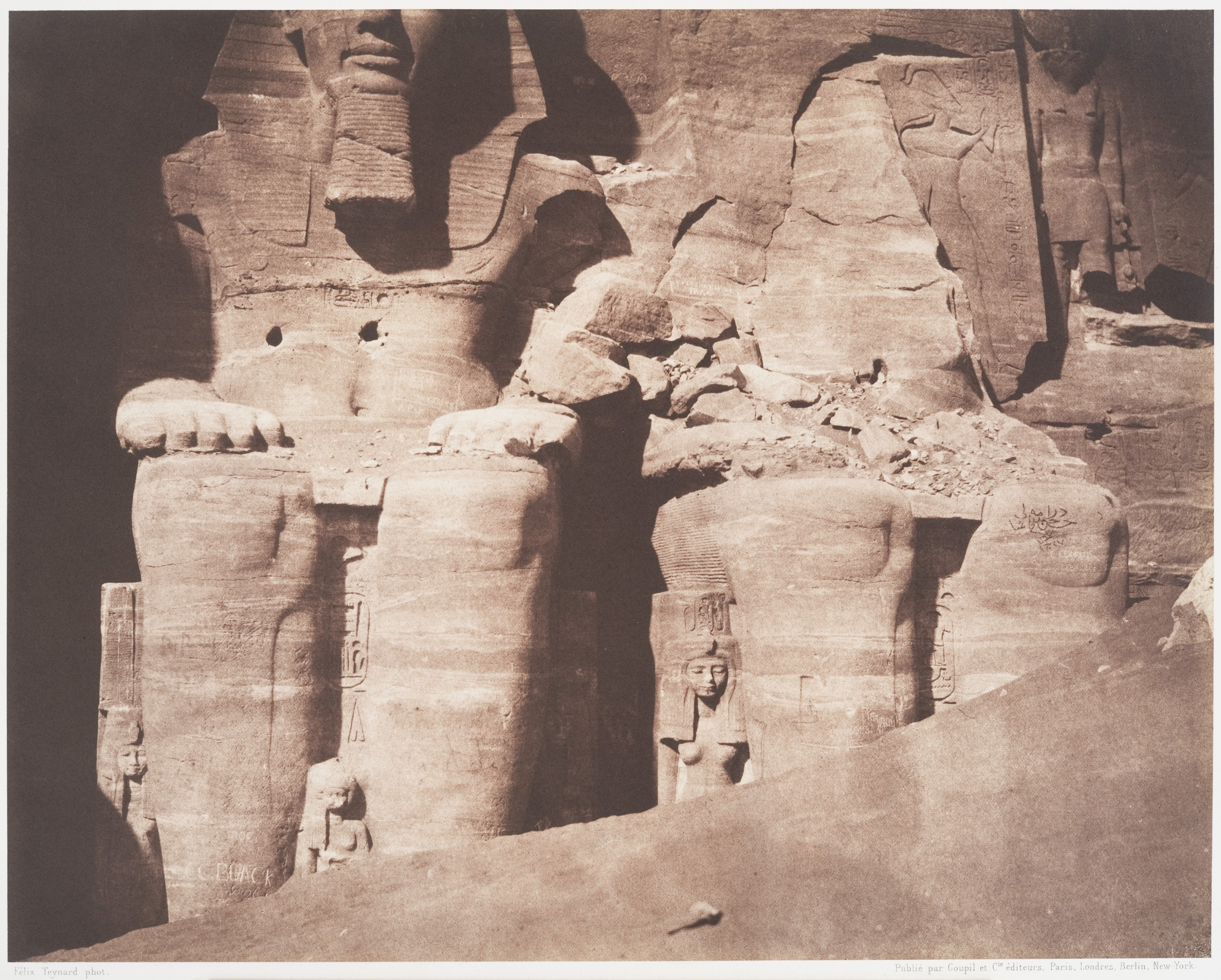
Abo-Sembil, Grand Spéos, Statues Colossales vues de Face (Parte Inférieure)
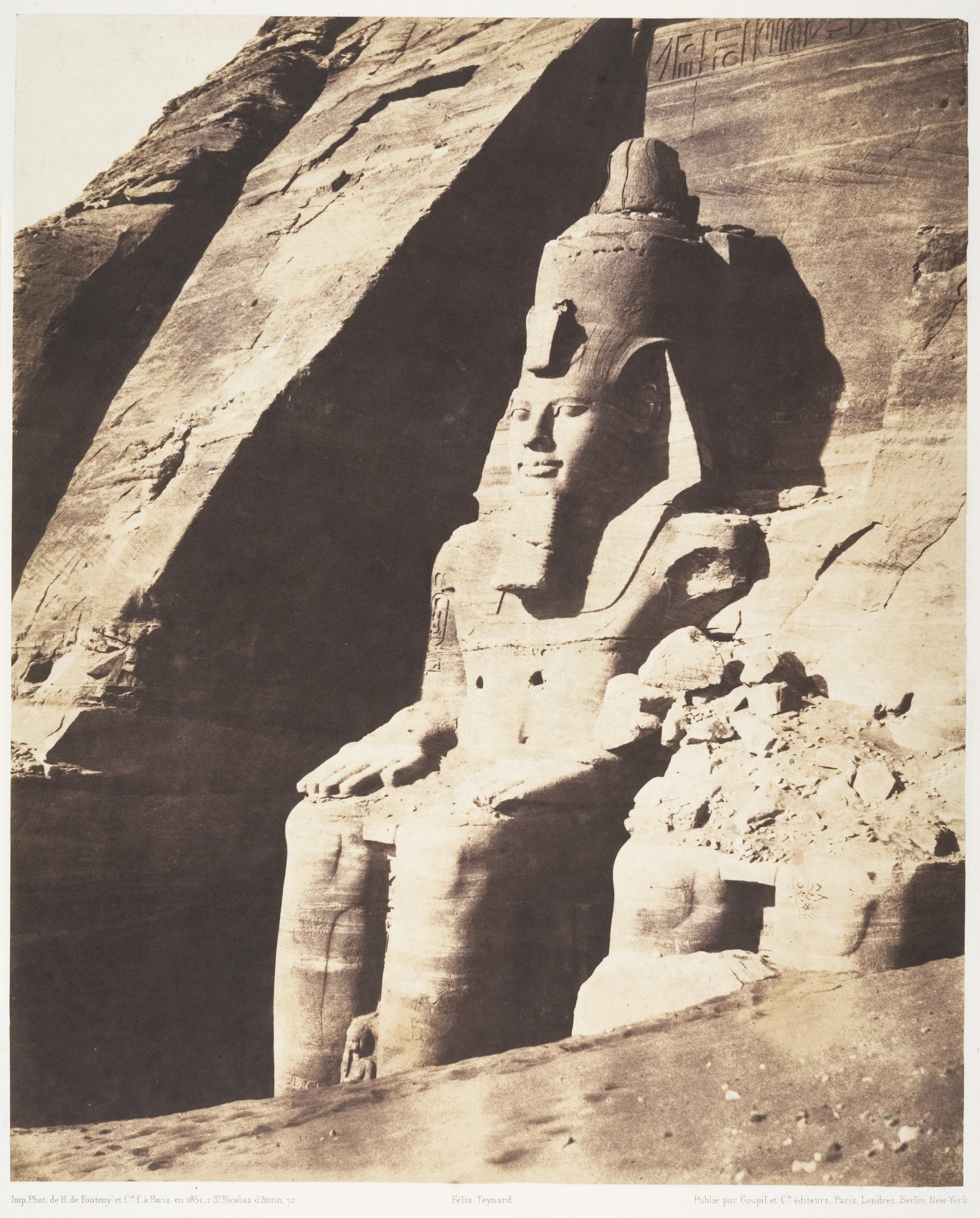
Abou Sembil, Grand Spéos - Statues Colossales, Vues de Trois-Quarts
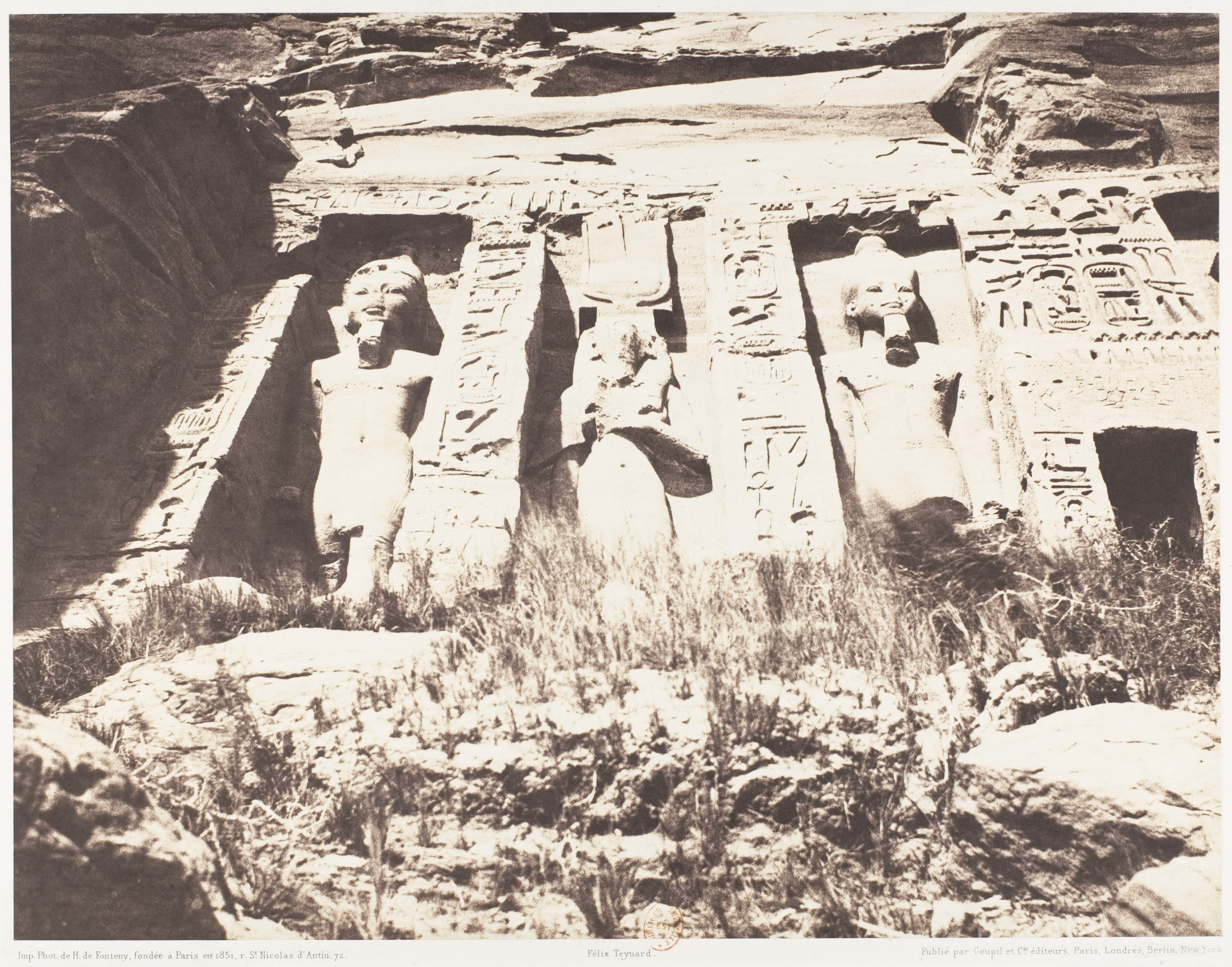
Abou-Sembil, Petit Spéos - Partie Gauche de la Façade
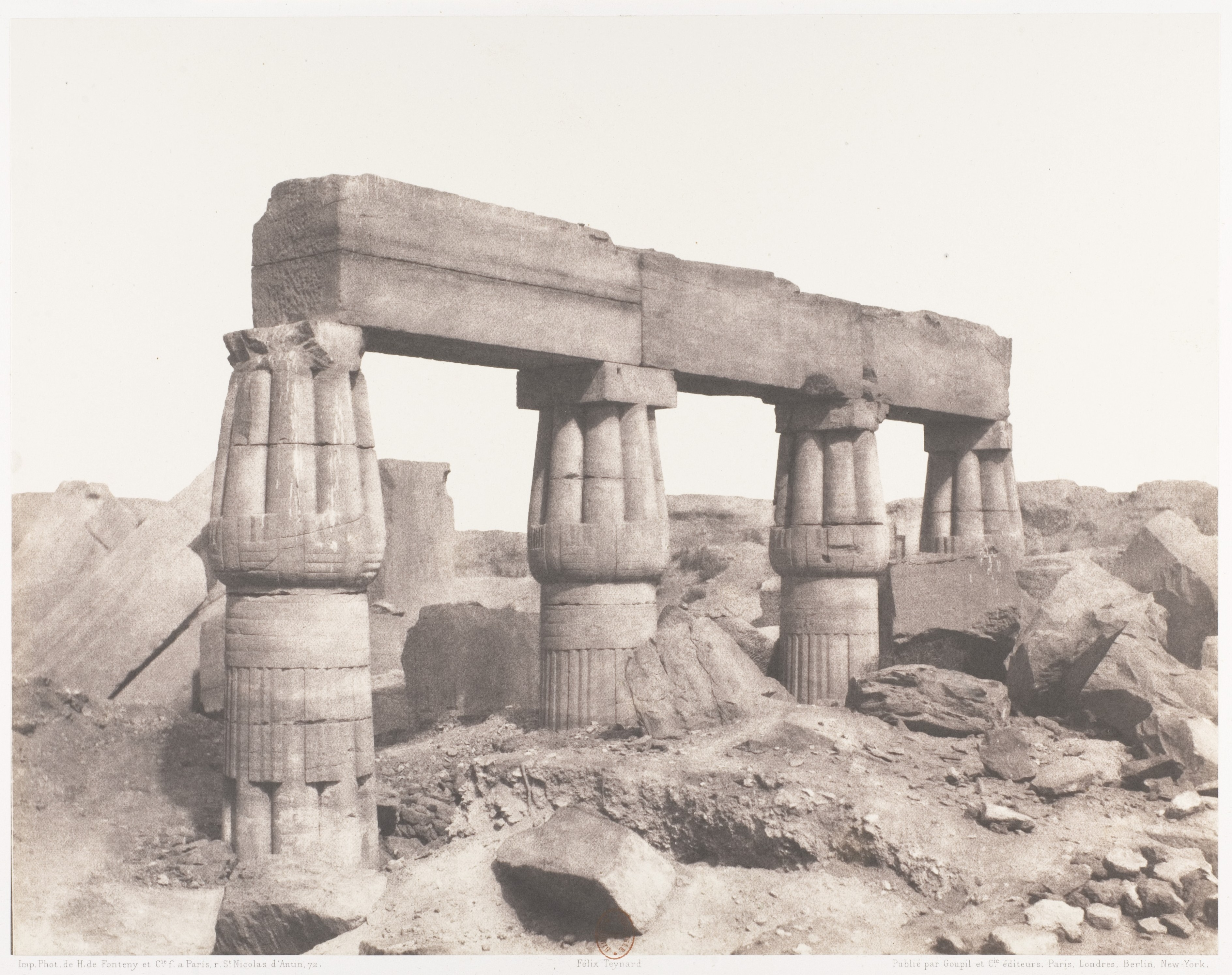
Karnak (Thèbes), Palais - Partie Posterieure - Fragment de Colonnades Vu du Point
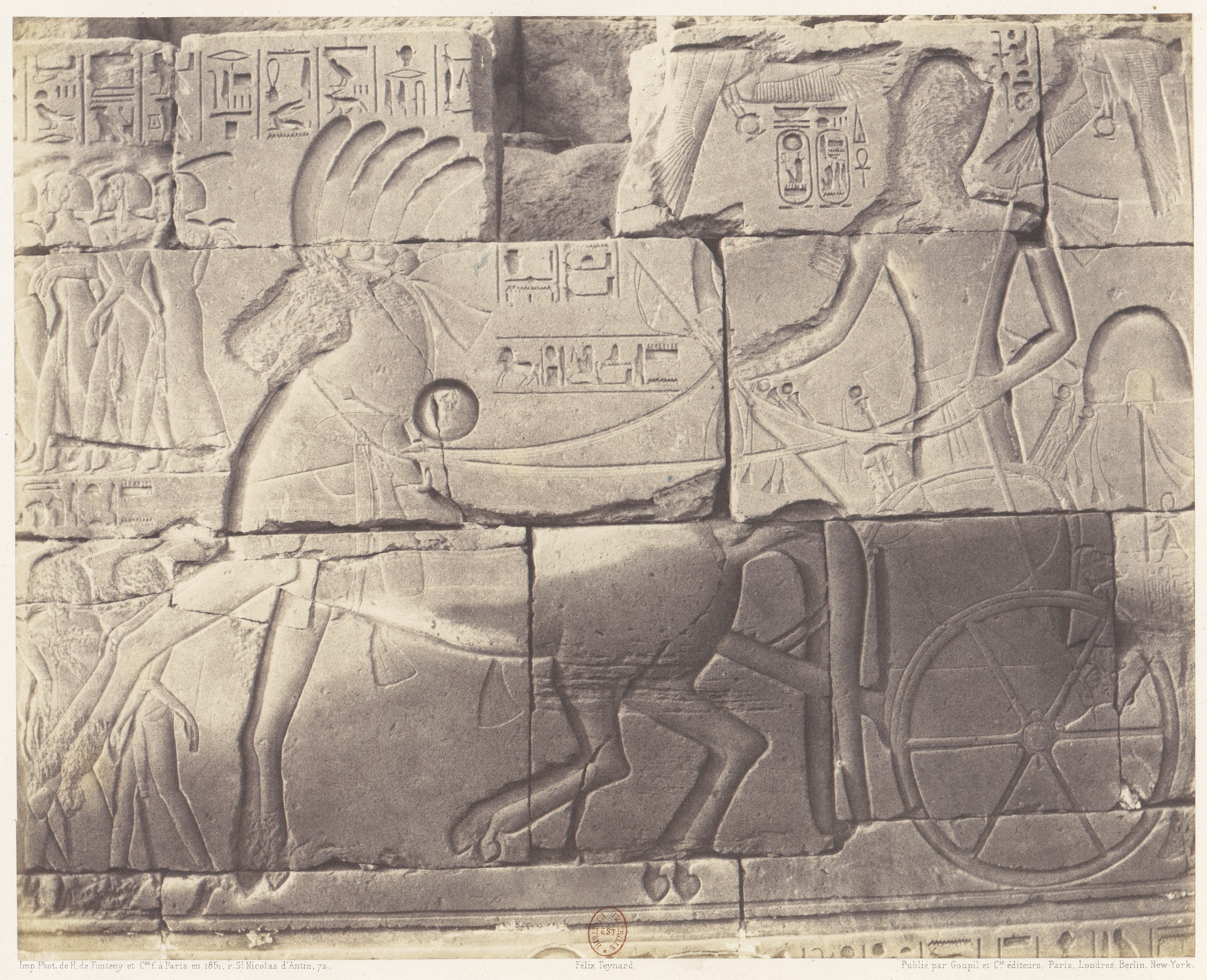
Karnak (Thèbes), Enciente du Palais - Détailes de Sculptures au Point
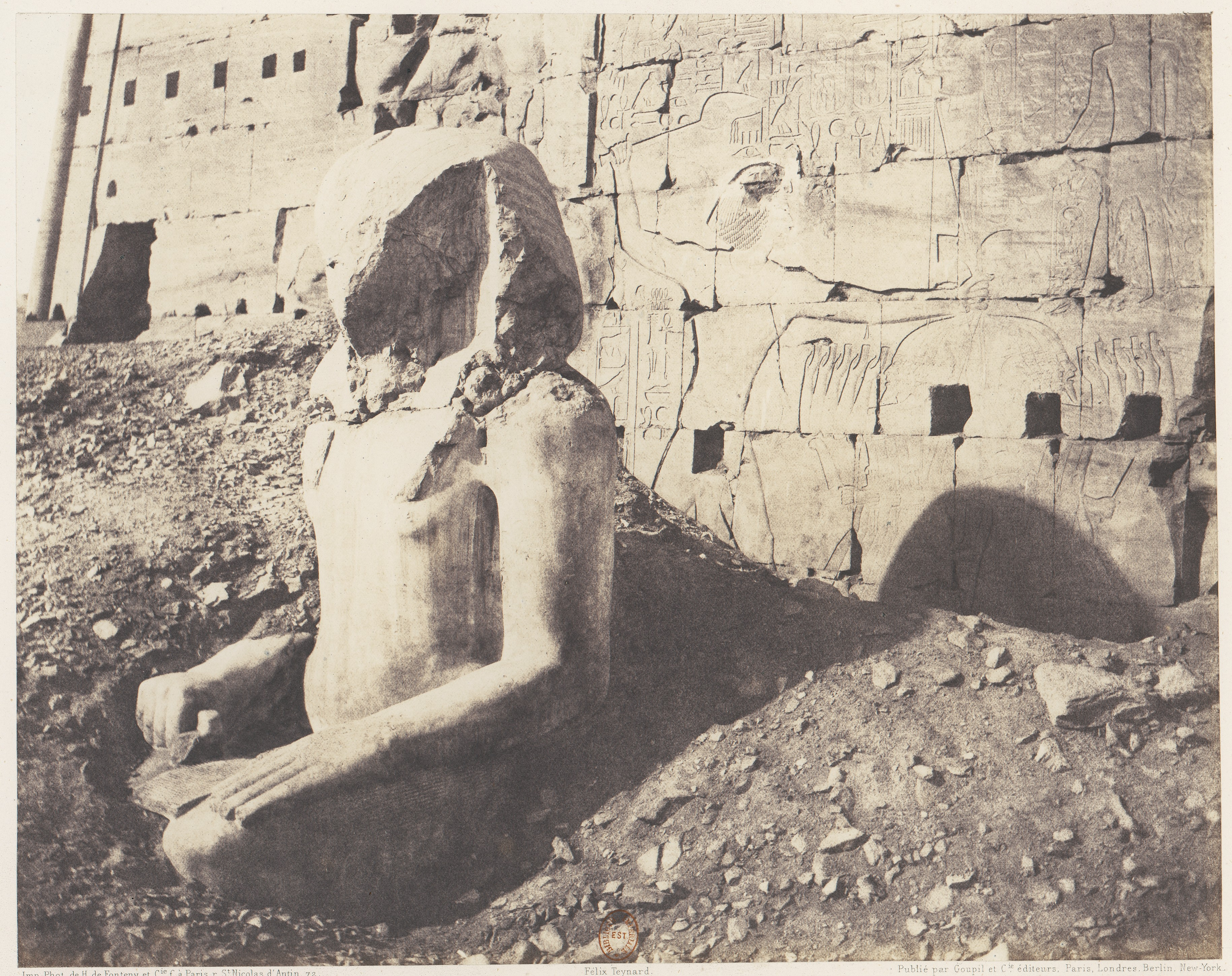
Karnak (Thèbes), Troisième Pylône - Colosse de Spath Calcaire
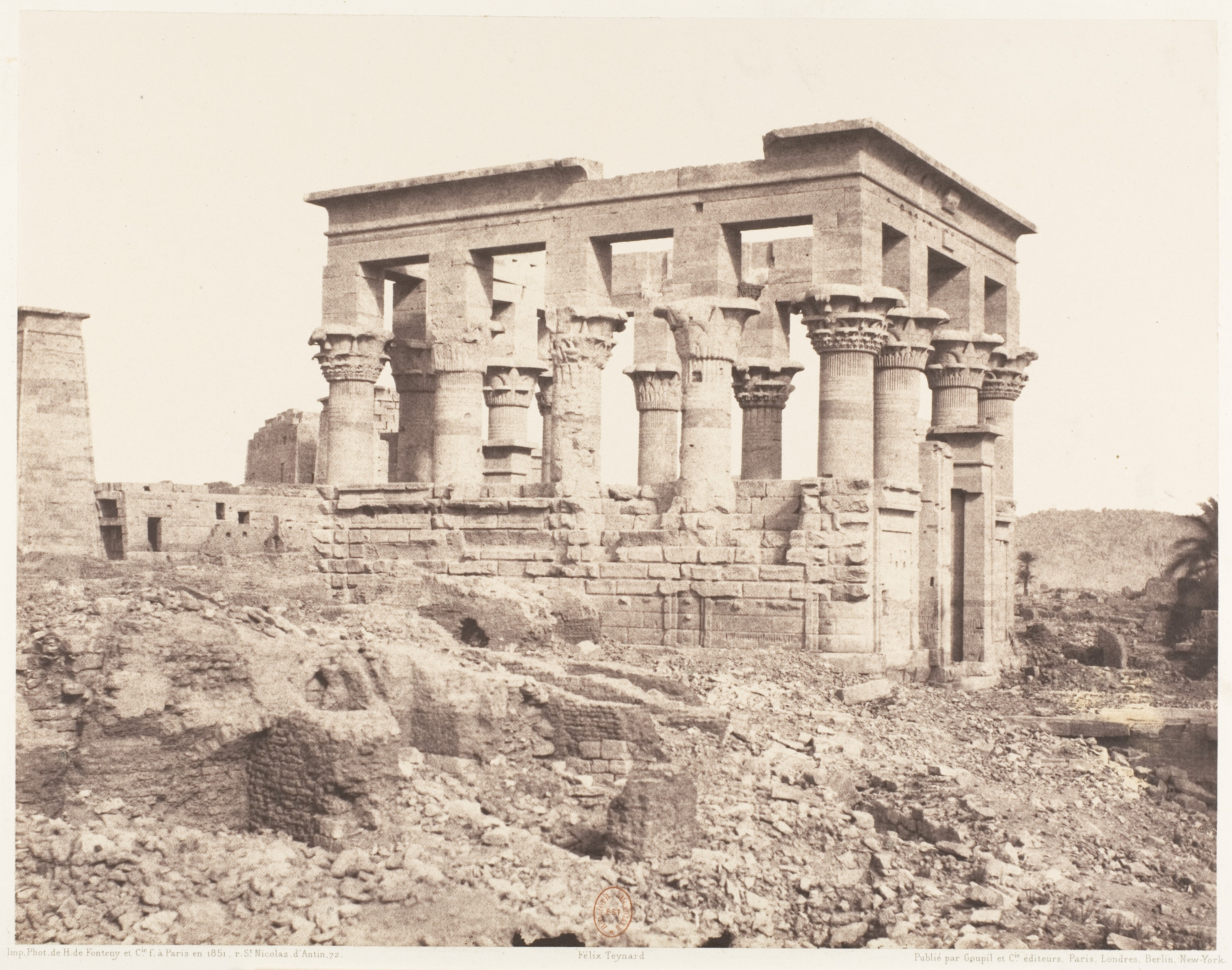
Philae, Ile de Fîleh, Édifice de l'Est - Face Latérale Vue du Point